# Marché aux truffes de Carpentras
Le marché aux truffes de Carpentras est l'un des plus importants marchés de France, tant par la quantité que par la qualité de ses truffes et le respect des normes. Il attire à la fois nombre de professionnels : restaurateurs, courtiers, négociants, conserveurs, etc. mais aussi des particuliers assurés d'y trouver sans peine la vraie Tuber melanosporum ou truffe noire. L'importance des transactions qui y sont faites tous des vendredis de la mi-novembre à la mi-mars, font que ses prix servent de référence aux autres marchés aux truffes.

## Historique
On ne peut affirmer, sans travestir l'histoire, que le marché aux truffes de Carpentras « existe depuis les temps les plus anciens ». Les actes de 1155, de 1416, de 1525, qu'ils soient comtal, impérial ou pontifical ont trait au marché de Carpentras où la truffe n'apparaissait sans doute pas. En effet, il fallut attendre François 1er pour que la truffe de Bourgogne, récoltée du côté  d’Is-sur-Tille, ait droit de cité sur la table des rois de France. Il faut attendre le 19 décembre 1781, pour avoir une certitude sur le marché aux truffes, grâce à une ordonnance de police réglementant celui-ci.

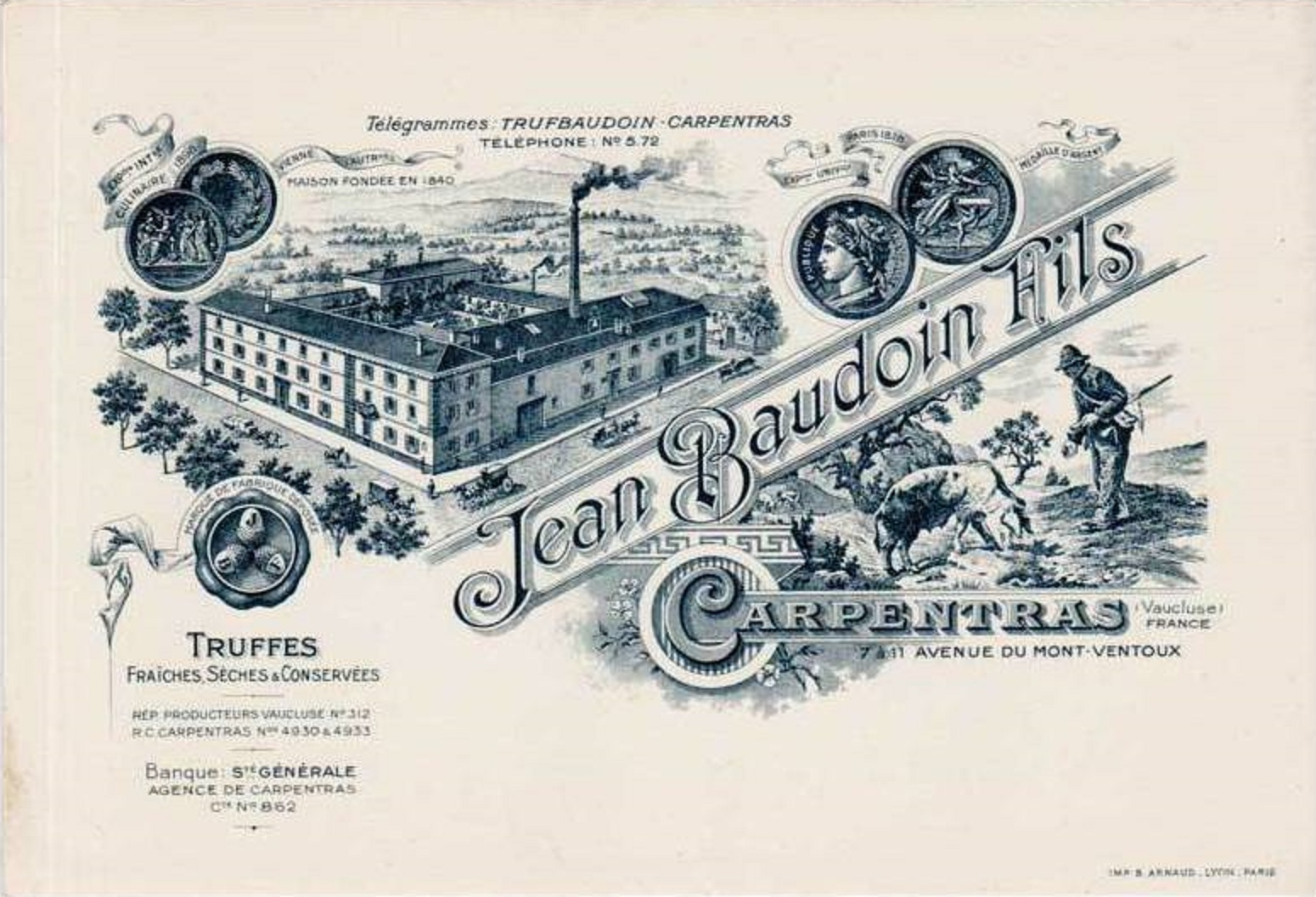
Jean Baudoin de Carpentras, négociant en truffes depuis 1840

En 1869, le marché aux truffes le plus important de Vaucluse n'était pas celui de Carpentras mais celui d'Apt, c'est ce qu'avance, preuves à l'appui, Henri Bonnet, un notable vauclusien :
« La production [en truffes] de l'arrondissement d'Apt doit être double de celle de l'arrondissement de Carpentras. [C'est] pleinement confirmé par les apports faits sur les deux marchés principaux du département de Vaucluse. Sur celui d'Apt, le premier et le plus important, il arrive habituellement de 15 à 1600 kilog. de Truffes et environ de 8 à 900 kilog. sur celui de Carpentras. Nous n'ignorons pas que les tubercules vendus à Apt ne sortent pas tous des Truffières de l'arrondissement, que les marchands des Basses-Alpes, des portions du Var et des Bouches-du-Rhône avoisinant le Vaucluse, et ceux même d'une partie de l'arrondissement de Carpentras apportent leurs Truffes à Apt. Nous avons voulu établir, seulement la supériorité du marché de cette ville et fournir des preuves à l'appui de cette assertion. Il est incontestable, néanmoins, que les négociants de Carpentras enlèvent la presque totalité de ces champignons et que le commerce de ces messieurs amène dans leur pays les sommes importantes accusées par leurs journaux et dont nous sommes loin de contester la réalité. Au reste, ce n'est pas seulement comme préparateurs de Truffes que les négociants de cette ville ont acquis de la réputation; ils la méritent aussi par une entente des affaires et une activité commerciale que leurs concurrents aptésiens auraient avantage à imiter ».
Pourtant, le négociant de Carpentras Auguste Rousseau qui, en 1832, n'avait expédié que 9 000 kilogrammes de truffes, en livrait en 1866, 54 500 kilogrammes achetés lors du marché du vendredi. Cette même année, Louis Henri Armand Behic, ministre de l'Agriculture et du Commerce, invita Barthélemy Bohat, préfet de Vaucluse, à nommer une commission pour aller visiter les truffières autour du Mont Ventoux. Cette commission constata « la présence de grandes quantités de truffes de dimension moyenne, bien saines, d'un bon parfum, en un mot de qualité irréprochable ». Pourtant, ces truffes de Vaucluse étaient vendues sous le nom de truffes du Périgord.

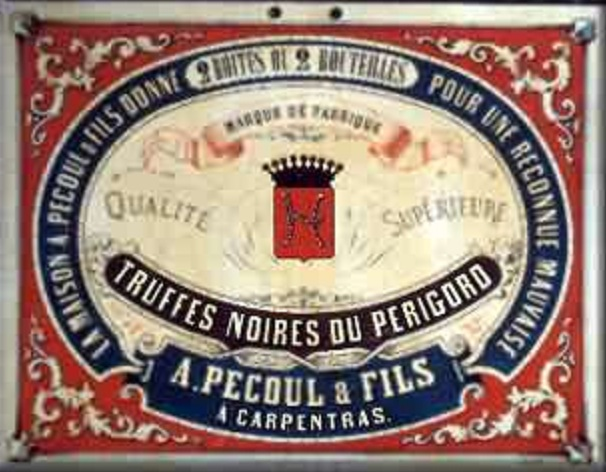
Truffes de Carpentras identifiées en tant que truffes du Périgord

C'est ce confirmait en 1898, Adrien Rousseau, neveu et héritier du précédent, en expliquant : « Nos truffes se présentent partout sous le nom de truffes du Périgord. C'est de notre part, trop de modestie, car ce n'est qu'une appellation erronée, comme on dit truffes du Dauphiné pour celles du Haut Comtat. C'est pour mieux dire, une appellation de complaisance, une façon de parler empruntée uniquement à une tradition contre laquelle nous avons dédaigné de protester, car le Périgord fait ici, à notre égard, comme Améric Vespuce fit à l'égard de Christophe Colomb concernant l'Amérique. Mais, la vérité, est que notre Comtat Venaissin apporte à la consommation universelle sa grande, sa majeure contribution. Les trois quarts des truffes consommées à Paris, par exemple, viennent de nos montagnes comtadines. Et ce que nous disons de la quantité est aussi vrai de la qualité, où nous sommes au premier rang. Nos truffes, d'après Ferry de la Bellone, possèdent une puissance de parfum plus élevée, et partant, plus communicative, et elles sont recherchées précisément pour cette raison qu'il en faut une moindre quantité pour obtenir un résultat équivalent. Aussi, achetées en Comtat Venaissin en pleine connaissance de cause, c'est sous le nom de truffes du Périgord qu'elles sont également vendues. C'est ce qui explique comment la Maison Rousseau située en plein Comtat Venaissin, ne vend, pour se conformer à l'usage traditionnel, ses produits que sous le nom de Truffes du Périgord ».
Explication que l'on peut lier à la production locale d'oies et de canards gras. Les foies gras étant souvent truffés, les conserveurs de Vaucluse se sont approprié cette appellation par facilité commerciale.

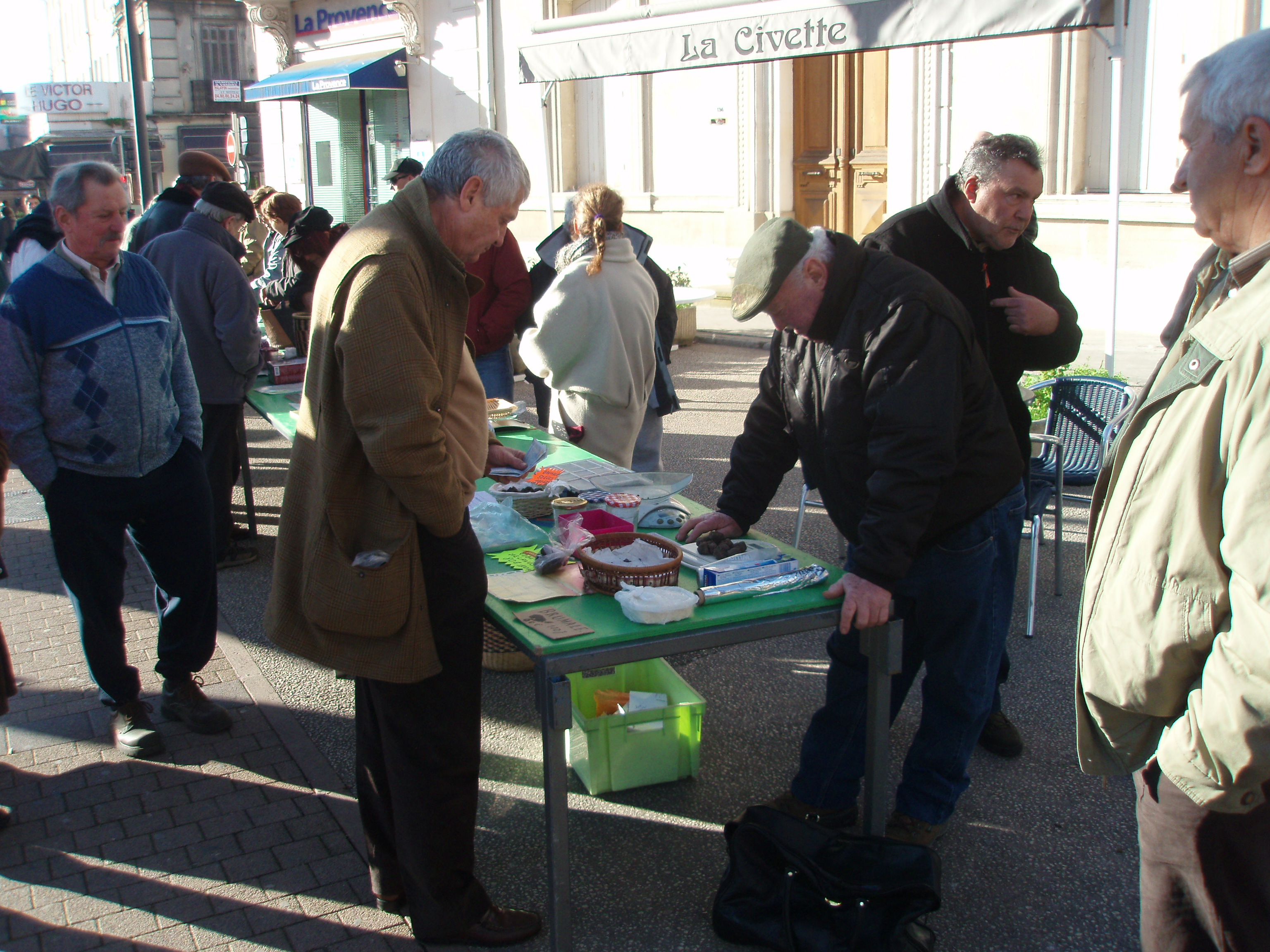
Marché aux truffes de Carpentras sur son ancien emplacement

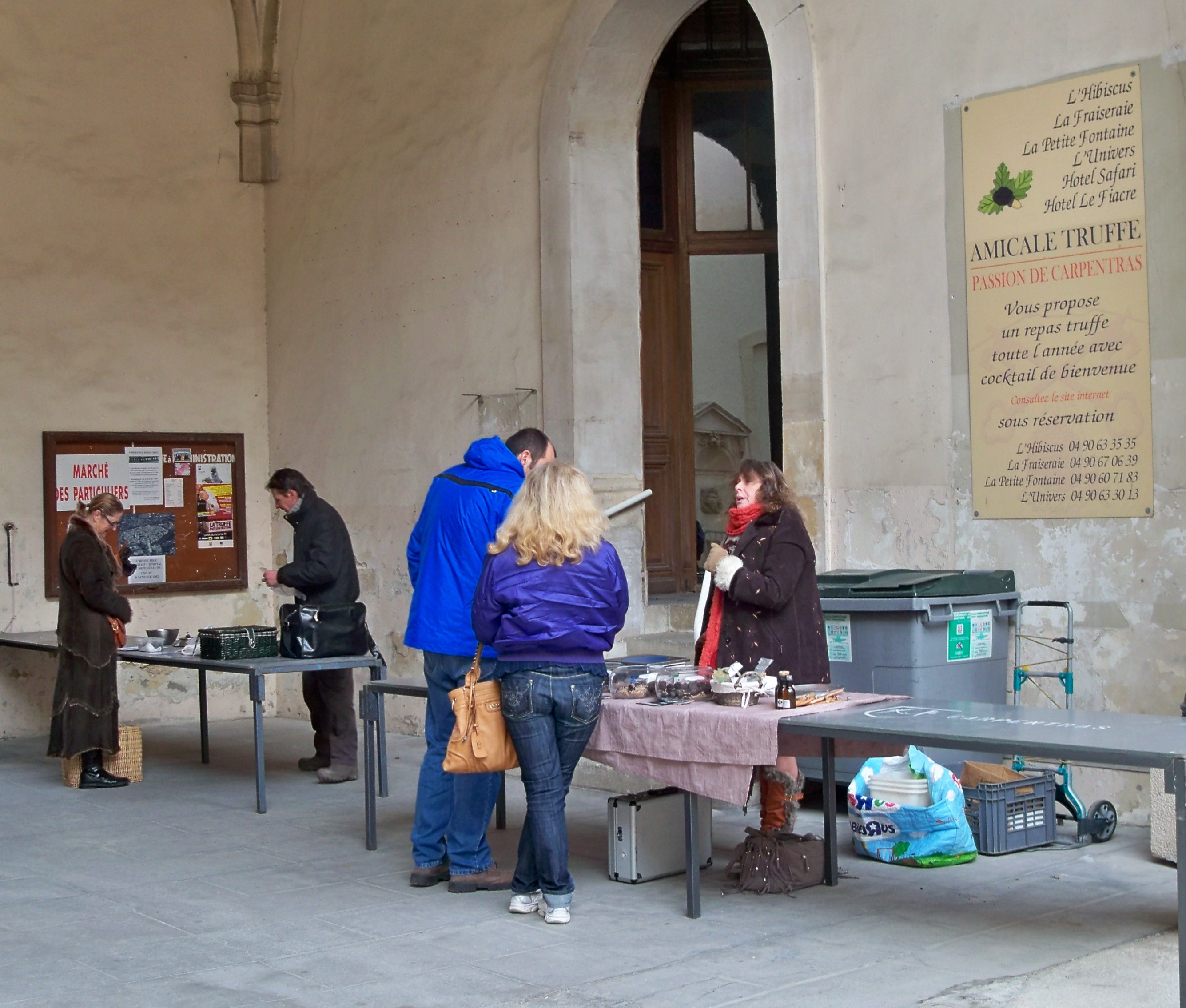
Marché aux truffes à Hôtel-Dieu

Le 4 mars 1940, le journaliste Jouve écrivait dans Le Comtadin, journal de Carpentras : « Ce marché débute tous les ans vers le 15 novembre, il se tient chaque vendredi sur la place du théâtre, une raie tracée à la chaux indique aux vendeurs leur emplacement, une intelligente organisation et un règlement modèle président à ce marché. L’ouverture des transactions a lieu pendant toute la saison à 9 heures précises. La quantité de ce précieux tubercule présenté à la vente est à peu près de 2 à 3 mille kilos pour la période du 15 novembre au 15 décembre, à partir de cette dernière date et jusqu’au milieu de février cette production s’accroît très sensiblement et il n’est pas rare de voir chaque vendredi une quantité variant de six mille à huit mille kilos de cette marchandise recherchée, exposée sur notre marché. Mais à partir de fin février cette récolte va en diminuant et se termine généralement aux premiers jour d’avril. Les prix pratiqués pour la saison 1939 – 1940 ont été d’une moyenne de 45 à 55 frs le kg pour la marchandise de 1er choix et de 25 à 35 frs le kg pour le 2e choix. Les années où la récolte est bonne on peut évaluer à 80 ou 90 000 kilos les apports sur notre marché de ce précieux produit. Ajoutons sans flatterie que le marché aux truffes de Carpentras est le plus important de France et que la truffe de notre région jouit d’une renommée mondiale ».
Ce n'est qu'en novembre 2008 que le marché aux truffes a quitté son emplacement traditionnel côté sud de la place du 25 août (Place du Théâtre) pour se tenir dans la cour d'honneur de l'Hôtel-Dieu de Carpentras. Ce déménagement voulu par la municipalité, outre le cadre prestigieux offert aux trufficulteurs, a apporté plus de transparence et de sécurité dans les transactions.

## Déroulement

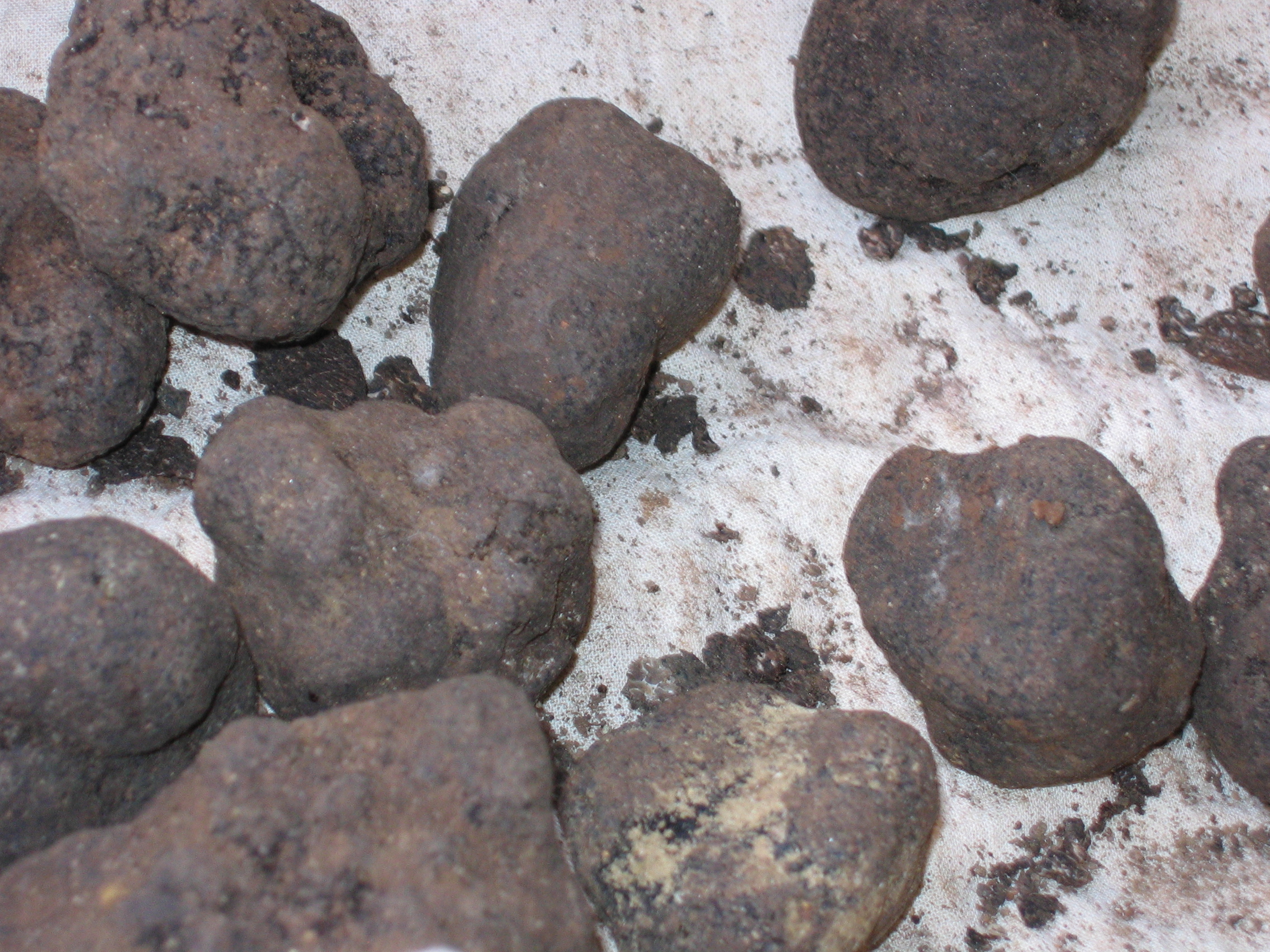
Truffes du Mont Ventoux

Carpentras est depuis des décennies le plus important marché de France, tant par la quantité que par la qualité de ses truffes et le respect des normes. Il y existe en fait deux marchés, celui des professionnels (restaurateurs, courtiers, conserveurs....), et celui des particuliers. Les détaillants en tirent une marge confortable, puisque la Tuber melanosporum achetée sur le marché de gros peut doubler son prix vendue au détail. En conserve, en 2005, les 100 grammes de truffes noires brossées extra pouvaient dépasser les 150 € (1 590 €/kg). Cette différence importante vient du fait que la truffe est débarrassée de sa terre (environ 10 %) et que la vente est sérieusement contrôlée tant sur l'origine, l'espèce et la qualité. La truffe se paye souvent en espèces et les trufficulteurs sont peu loquaces sur leurs revenus.
Sur le marché de gros, les tables mises à disposition des participants permettent de longues et discrètes négociations. En effet, les deux variétés communes melanosporum et brumale sont souvent vendues ensemble alors qu'elles ne représentent pas la même valeur marchande. De plus, le professionnel, par un tri visuel, privilégie les truffes entières ou de gros morceaux et repère à la main les possibles falsifications. C'est pour ces raisons qu'il est fortement déconseillé aux non-initiés d'acheter directement sur les marchés de gros.

## Norme Interfel
En 2006 une norme concernant les truffes fraîches (Tuber melanosporum et Tuber brumale) a été définie, sur la base d'un accord interprofessionnel, afin d'améliorer et de qualifier l'offre. Les truffes mises à la vente doivent être entières, sans cassure. Elles doivent avoir l'odeur, la saveur et la couleur caractéristiques de leur espèce. Il faut qu'elles soient propres et brossées, exemptes de parasites et de pourriture. Enfin, elles doivent avoir un poids supérieur à 5 grammes.
Quelle que soit l'espèce, une truffe doit entrer dans l'une de ces trois catégories : Catégorie Extra où se retrouvent les truffes de qualité supérieure d'un calibre supérieur ou égal à 20 grammes, Catégorie I qui regroupe les truffes de bonne qualité comportant de légers défauts, ayant un calibre supérieur ou égal à 10 grammes, Catégorie II qui comprend toutes les autres truffes de calibre supérieur ou égal à 5 grammes.

## Les prix d'une truffe
Au cours de la campagne, entre seize et dix-neuf semaines qui s'étalent de la mi-novembre à la mi-mars, l'optimum de la qualité est atteint à la fin décembre. Les prix pratiqués sur le marché aux truffes de Carpentras, qui varient chaque semaine en fonction des conditions météorologiques, servent de référence aux autres marchés.
| 1955 | 1956 | 1957 | 1958 | 1959 | 1960 | 1961  | 1962  | 1963  |
| 30 F | 30 F | 50 F | 32 F | 40 F | 50 F | 110 F | 200 F | 100 F |

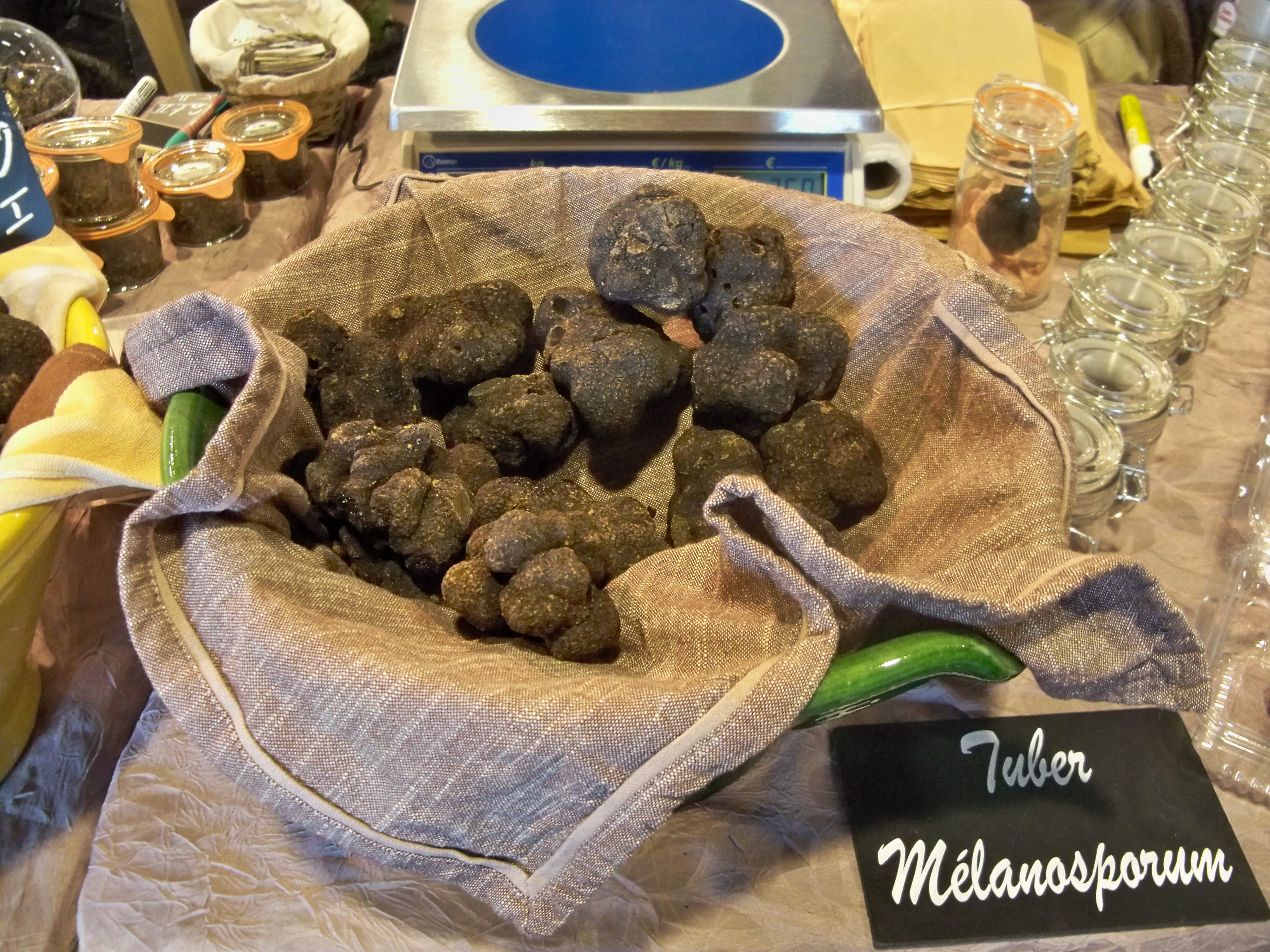
Tuber melanosporum au marché de Carpentras

En 2002, le prix moyen était de 390 €/kg, il atteignit 1 200 €/kg, en 2003, puis redescendit à 900 €/kg, en 2004. Pour ces quatre dernières campagnes, l'apport le plus important a été de 800 kilos pour le marché du 2 janvier 2009, et le moins important de 7 kilos pour celui du 12 mars 2008. Le record du cours au kilo a été atteint avec 1 000 €, le 16 décembre 2011, le cours le plus bas fut 80 € le 21 novembre 2008. Le summum des cours moyens est de 850 €, ce plafond a été atteint trois fois, les 12 et 5 mars 2010 ainsi que le 16 décembre 2011, le cours moyen le plus bas du marché a été de 110 € le 21 novembre 2008.
Ces prix du marché n'ont que peu de signification en restauration puisque la réglementation n'impose pas de préciser la catégorie de truffes que proposent les chefs dans leurs mets. Bon an, mal an, la truffe noire se vend au détail entre 600 et 1 500 € le kilogramme. Peuvent y être substituées une brumale vendue entre 300 et 500 €, ou bien la mésentérique et la truffe de Bourgogne dont les prix se situent entre 200 et 400 €. Ou, pourquoi pas, l’aestivum, qui plafonne à 100 € le kilo.
Mais la substitution la plus courante est faite avec la truffe chinoise qui est impossible de différencier à l'œil nu de la T. melanosporum. Par contre dans l'assiette, l'une a de la saveur, l'autre pas. Mais la chinoise étant 80 % moins chère, la France en importe chaque année entre 16 et 20 tonnes. Ce qui permet à des vendeurs ou des restaurateurs peu scrupuleux, en les mélangeant à des truffes noires pour leur faire acquérir son parfum, de tromper leur clientèle.
| Date             | Quantité / kg | Cours / kg    | Cours moyen / kg |
| ---------------- | ------------- | ------------- | ---------------- |
| 27 mars 2009     | 20            | 450 € à 550 € | 500 €            |
| 20 mars 2009     | 30            | 450 € à 500 € | 480 €            |
| 13 mars 2009     | 50            | 400 € à 500 € | 430 €            |
| 6 mars 2009      | 320           | 380 € à 460 € | 430 €            |
| 27 février 2009  | 300           | 450 € à 550 € | 500 €            |
| 20 février 2009  | 250           | 400 € à 500 € | 450 €            |
| 13 février 2009  | 200           | 400 € à 500 € | 450 €            |
| 6 février 2009   | 300           | 350 € à 450 € | 400 €            |
| 30 janvier 2009  | 350           | 300 € à 400 € | 360 €            |
| 23 janvier 2009  | 450           | 300 € à 380 € | 330 €            |
| 16 janvier 2009  | 380           | 300 € à 400 € | 350 €            |
| 9 janvier 2009   | 350           | 275 € à 320 € | 275 €            |
| 2 janvier 2009   | 800           | 150 € à 250 € | 200 €            |
| 26 décembre 2008 | 620           | 280 € à 400 € | 320 €            |
| 19 décembre 2008 | 480           | 400 € à 500 € | 450 €            |
| 12 décembre 2008 | 500           | 400 € à 500 € | 430 €            |
| 5 décembre 2008  | 400           | 300 € à 380 € | 340 €            |
| 28 novembre 2008 | 380           | 150 € à 220 € | 200€             |
| 21 novembre 2008 | 250           | 80 € à 130 €  | 110 €            |

| Date             | Quantité / kg | Cours / kg    | Cours moyen / kg |
| ---------------- | ------------- | ------------- | ---------------- |
| 12 mars 2010     | 7             | 800 € à 900 € | 850 €            |
| 5 mars 2010      | 15            | 800 € à 900 € | 850 €            |
| 26 février 2010  | 12            | 700 € à 900 € | 820 €            |
| 19 février 2010  | 25            | 700 € à 900 € | 780 €            |
| 12 février 2010  | 20            | 600 € à 800 € | 700 €            |
| 5 février 2010   | 50            | 500 € à 700 € | 600 €            |
| 29 janvier 2010  | 60            | 400 € à 500 € | 450 €            |
| 22 janvier 2010  | 70            | 300 € à 500 € | 370 €            |
| 15 janvier 2010  | 120           | 250 € à 400 € | 320 €            |
| 8 janvier 2010   | 55            | 350 € à 450 € | 400 €            |
| 31 décembre 2009 | 250           | 300 € à 400 € | 350 €            |
| 24 décembre 2009 | 65            | 700 € à 800 € | 750 €            |
| 18 décembre 2009 | 120           | 600 € à 800 € | 700 €            |
| 11 décembre 2009 | 250           | 700 € à 900 € | 800 €            |
| 4 décembre 2009  | 80            | 400 € à 500 € | 450 €            |
| 27 novembre 2010 | 50            | 250 € à 350 € | 300 €            |
| 20 novembre 2009 | 80            | 140 € à 180 € | 160 €            |

| Date             | Quantité / kg | Cours / kg    | Cours moyen / kg |
| ---------------- | ------------- | ------------- | ---------------- |
| 4 mars 2011      | 40            | 600 € à 700 € | 650 €            |
| 25 février 2011  | 40            | 600 € à 700 € | 650 €            |
| 18 février 2011  | 80            | 650 € à 750 € | 700 €            |
| 11 février 2011  | 120           | 500 € à 700 € | 620 €            |
| 4 février 2011   | 90            | 550 € à 700 € | 620 €            |
| 28 janvier 2011  | 50            | 450 € à 650 € | 550 €            |
| 21 janvier 2011  | 120           | 400 € à 500 € | 460 €            |
| 14 janvier 2011  | 160           | 350 € à 500 € | 400 €            |
| 7 janvier 2011   | 180           | 230 € à 350 € | 280 €            |
| 31 décembre 2010 | 190           | 300 € à 500 € | 400 €            |
| 24 décembre 2010 | 150           | 500 € à 650 € | 560 €            |
| 17 décembre 2010 | 400           | 400 € à 600 € | 480 €            |
| 10 décembre 2010 | 300           | 400 € à 550 € | 480 €            |
| 3 décembre 2010  | 120           | 450 € à 600 € | 520 €            |
| 26 novembre 2010 | 90            | 220 € à 400 € | 300 €            |
| 19 novembre 2010 | 65            | 150 € à 200 € | 170 €            |

| Date             | Quantité / kg | Cours / kg     | Cours moyen / kg |
| ---------------- | ------------- | -------------- | ---------------- |
| 16 mars 2012     | 20            | 250 € à 380 €  | 300 €            |
| 9 mars 2012      | 90            | 300 € à 400 €  | 330 €            |
| 2 mars 2012      | 250           | 300 € à 400 €  | 330 €            |
| 24 février 2012  | 180           | 250 € à 350 €  | 300 €            |
| 17 février 2012  | 35            | 350 € à 600 €  | 450 €            |
| 10 février 2012  | 26            | 750 € à 900 €  | 800 €            |
| 3 février 2012   | 120           | 500 € à 600 €  | 550 €            |
| 27 janvier 2012  | 450           | 400 € à 500 €  | 450 €            |
| 20 janvier 2012  | 400           | 420 € à 600 €  | 480 €            |
| 13 janvier 2012  | 480           | 400 € à 500 €  | 450 €            |
| 6 janvier 2012   | 350           | 370 € à 450 €  | 420 €            |
| 30 décembre 2011 | 370           | 320 € à 450 €  | 380 €            |
| 23 décembre 2011 | 270           | 600 € à 800 €  | 700 €            |
| 16 décembre 2011 | 220           | 700 € à 1000 € | 850 €            |
| 9 décembre 2011  | 160           | 450 € à 650 €  | 550 €            |
| 2 décembre 2011  | 320           | 250 € à 400 €  | 320 €            |
| 25 novembre 2011 | 160           | 150 € à 250 €  | 180 €            |
| 18 novembre 2011 | 60            | 120 € à 220 €  | 180 €            |

| Date             | Quantité / kg | Cours / kg    | Cours moyen / kg |
| ---------------- | ------------- | ------------- | ---------------- |
| décembre 2012    | x             | € à €         | €                |
| décembre 2012    | x             | € à €         | €                |
| décembre 2012    | x             | € à €         | €                |
| décembre 2012    | x             | € à €         | €                |
| 30 novembre 2012 | x             | € à €         | €                |
| 23 novembre 2012 | 25            | 300 € à 410 € | 380 €            |
| 16 novembre 2012 | 15            | 200 € à 280 € | 230 €            |

## Marché stable pour une production en hausse
En analysant cette demi-décennie, on met en exergue que le cours moyen de la truffe à Carpentras varie peu et reste dans une fourchette de 400/500 €/kg. Pour la campagne 2008/2009, il a été de 368 €/kg pour un apport de 1 329 kilos durant 19 semaines ; pour la campagne 2009/2010, de 508 €/kg pour un apport de 1 329 kilos durant 17 semaines ; pour la campagne 2010/2011 de 496 €/kg pour un apport de 1 775 kilos durant 16 semaines et pour la campagne 2011/2012 de 418 €/kg pour un apport de 4 861 kilos durant 18 semaines.
Pour la récolte 2011-2012 de truffes noires d'hiver qui a été exceptionnelle, Jean Charles Savignac, président national de la fédération française des trufficulteurs, constate son côté inattendu après une double sécheresse printanière et automnale, et une récolte perturbée par l'épisode de froid de la fin janvier. Or, en dépit de tous ces facteurs négatifs, la plupart des marchés ont proposé des truffes de qualité et en abondance. La production française a atteint 44 tonnes, dont 14 tonnes pour le Sud-Ouest et 30 pour le Sud-Est. Il en conclut : « Il faut voir à la base de cette récolte assez élevée (et qui aurait été supérieure avec des conditions climatiques moins défavorables) l'effet du travail patient des milliers de trufficulteurs français qui plantent chaque année près de 400 000 plants à vocation truffière ».